# グローバル・ポジショニング・システムズ部
グローバル・ポジショニング・システムズ部（グローバル・ポジショニング・システムズぶ、Global Positioning Systems Directorate）はアメリカ宇宙軍宇宙ミサイルシステムセンターに属する組織。グローバル・ポジショニング・システム (GPS) の地上機材・衛星も含めた技術開発・製造を担当している。司令部はカリフォルニア州ロサンゼルス空軍基地所在。なお、GPSの運用は第50宇宙航空団が担当している。人員は約700名。
1973年設立のGPS統合プログラム局 (GPS Joint Program Office) を2006年にグローバル・ポジショニング・システムズ航空団（Global Positioning Systems Wing）と改称したものであり、2019年の宇宙軍編成により航空団（Wing）から部（Directorate）に再度改称された。